# 羅徹斯特大學
罗彻斯特大学（英文：University of Rochester，縮寫U of R 或 UR）是一所美国私立的研究型大学，座落在美国纽约州的罗彻斯特市。该校授予大学学士、研究生硕士、博士以及职业学位。
羅徹斯特大學招收約6,800名本科生和5,000名研究生。此外，羅徹斯特大學更是大羅徹斯特地區最大的僱主，及紐約州第六大僱主。根據國家科學基金會對研究與開發總支出的排名，羅切斯特大學在2016年的研發支出為3.46億美元，在全國排名第66位。
2021年该校《美國新聞與世界報導》全國排名34。該校教學以政治學和經濟學為強項，两科都排名于全美前25名；此外还有许多高排名的专业，包括伊士曼音乐学院，西蒙商學院，光學研究所，以及醫學院，其中音樂學院為全美頂尖學院，西蒙商學院的財金碩士專業為全美聞名，2020年Financial Times 排名全美財金碩士專業第3名 。
截止2020年，羅切斯特大學的校友、教授及研究人員共有13名諾貝爾獎得主、13名普利策獎得主、45名格林美獎得主、20名古根海姆獎得主。

## 历史

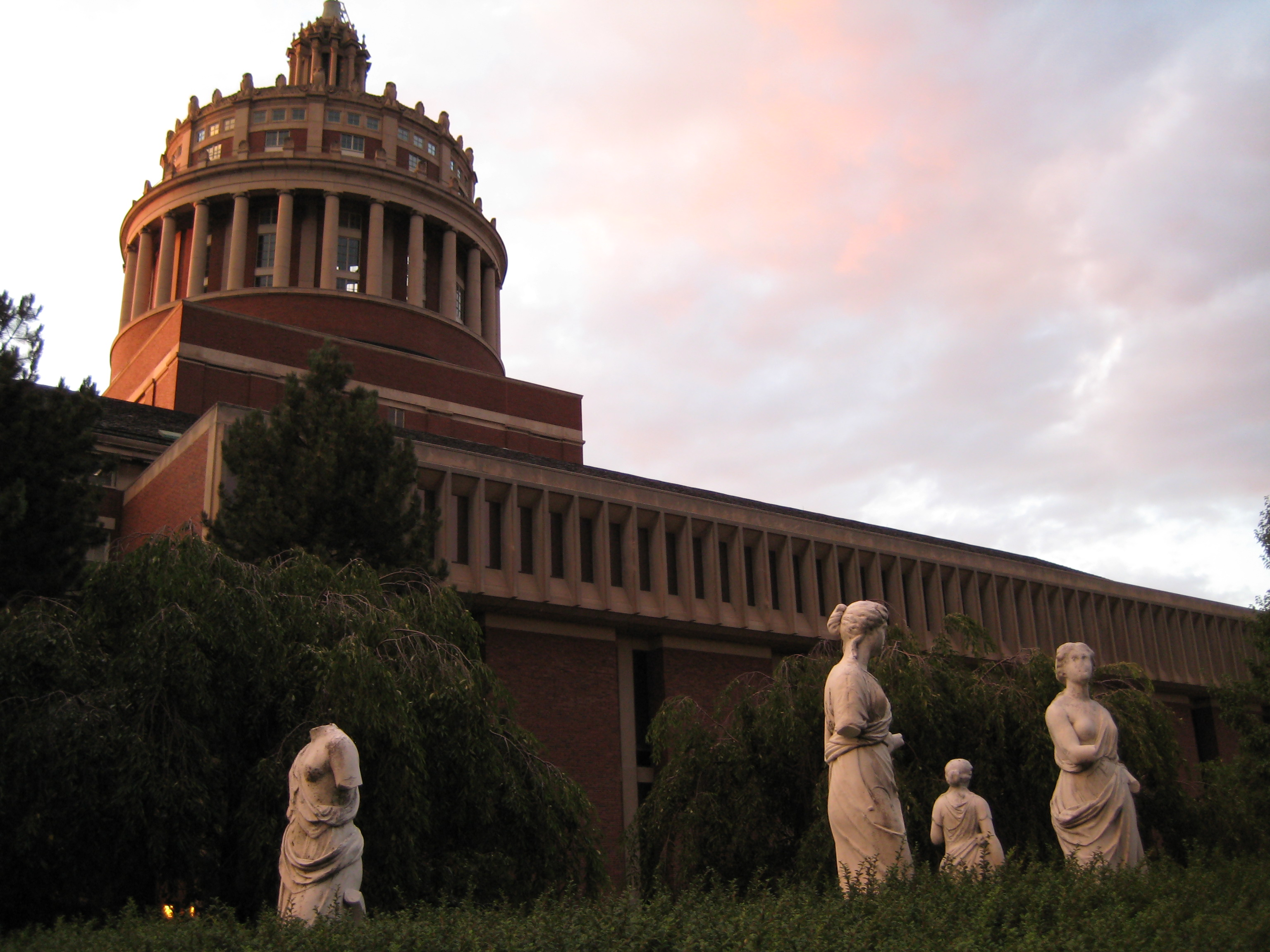
位于Rush Rhees图书馆南面的雕像

罗彻斯特大学成立于1850年，最开始时为一个浸信会资助的学校。该校的成立源于柯盖德大学所在的美国纽约州的汉密尔顿市。 1848年，浸信会教育协会（Baptist Education Society）计划将柯盖德大学搬到罗彻斯特市，但由于法律诉讼被迫停止。表示反对的董事会成员，大学老师以及学生成立了罗彻斯特大学，并于1850年1月31日从纽约州大学委员会得到了授权。同年11月份，罗彻斯特大学开课，一开始共有大概60名学生。
罗彻斯特大学最开始就在位于罗彻斯特市区布法罗大街上的美国酒店（United States Hotel）里。1853年，校区东移至当时的郊区，现在的大学街（University Avenue）上。当地商人与国会议员Azariah Boody为新校区捐赠了8英亩的土地，后来学校又从他手中购买了17英亩的土地来建造新校区。 罗彻斯特大学一直保留并使用着这个校区，直到现在的River Campus校区于1930年建成，这之后，学校继续拥有一小部分大学街上的校区（学校所有的艺术纪念展览馆所在地）。
在苏珊·安东尼以及Helen Barrett Montgomery的女权运动努力下，该校于1900年接收了第一批女学生。在19世纪90年代，一些女性学生曾以“访问者”的身份在该校上课以及研究，但是她们并不算是正式登记的学生，她们的记录也没有包括在学校的登记册里。校长David Jayne Hill允许第一位女学生Helen E. Wilkinson正式登记成为一名普通学生，但是她也没能被允许正式录取以及获取学位。直到1900年，33位女性学生才成为该校的正式学生，她们之中Ella S. Wilcoxen于1901年正式获得了学位。 当River Campus于1930年建成后，男生被先转到新校区，而女生们则一直在University Avenue校区继续上课至1955年。
学校的主要发展出现在1900-1935年，学校的第三任校长Rush Rhees在职期间。在这期间，柯达公司的创办人乔治·伊士曼捐赠了超过5千万美元，成为学校的主要捐赠者。学校于1925年授初的第一个哲学博士学位。1955年，原先的男女分院正式合并为一个艺术科学及工程学院（University of Rochester College of Arts Sciences and Engineering）。1958年，学校成立了工程、工商管理以及教育三个新的学院。
1995年，学校第九任校长Thomas H. Jackson宣布了一项“复兴计划”，包括有缩减招生人数与制定更严格的招生审核流程。这个计划也修改了本科课程设置，并一直延续至今。

## 管理

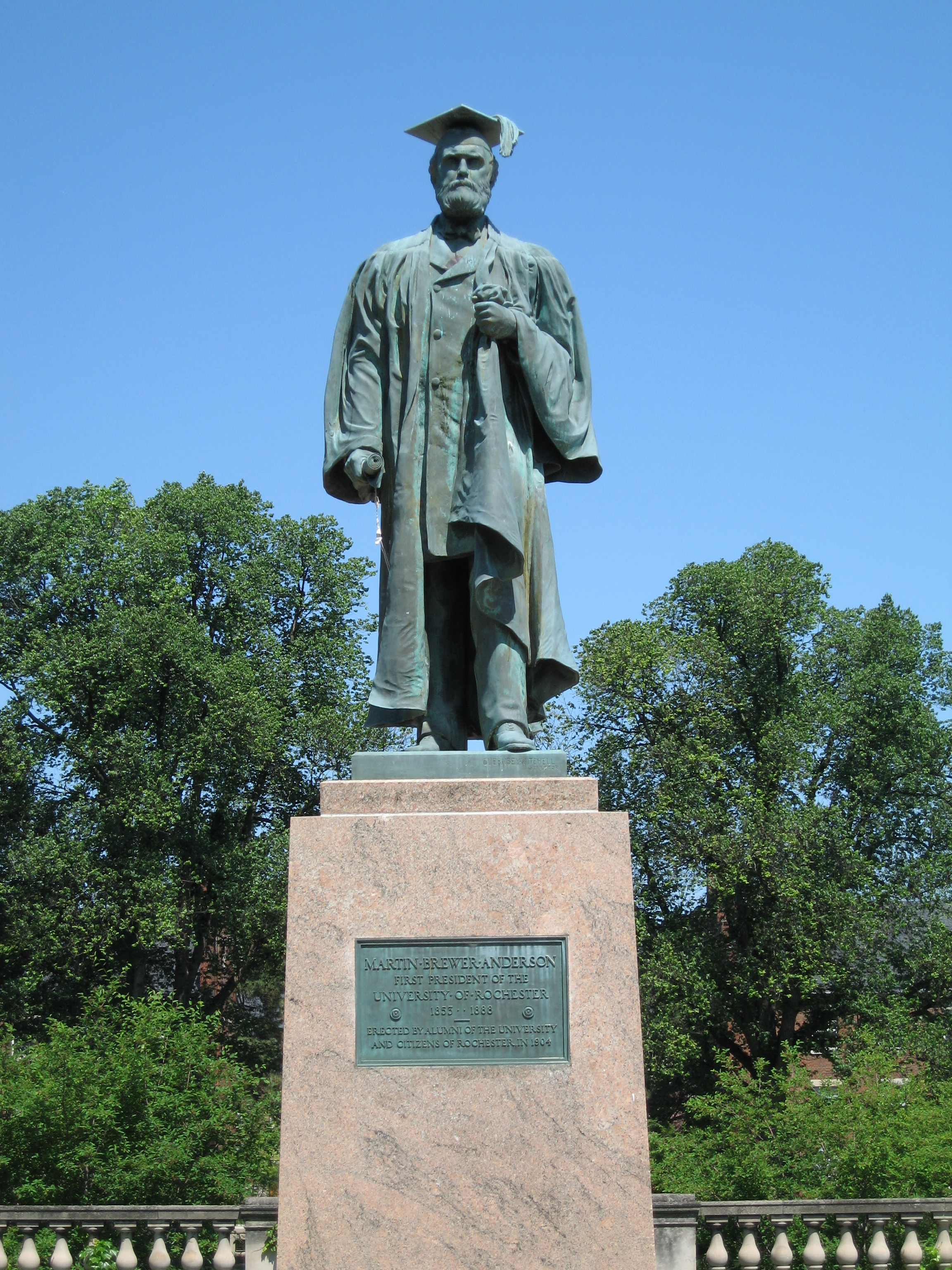
罗彻斯特大学首任校长Martin Brewer Anderson雕像。

罗彻斯特大学由董事会领导，G. Robert Witmer, Jr.为现任董事会主席。 校长由董事会任命。现任校长为Sarah C. Mangelsdorf。
罗彻斯特大学历届校长
- Martin Brewer Anderson 1853-1888
- David Jayne Hill 1889-1896
- Benjamin Rush Rhees 1900-1935
- Alan Valentine 1935-1950
- Cornelis de Kiewiet 1951-1961
- W. Allen Wallis 1962-1975
- Robert Sproull 1975-1984
- Dennis O'Brien 1984-1994
- Thomas H. Jackson 1994-2005
- Joel Seligman 2005-2018
- Richard Feldman 2018-2019 (臨時)
- Sarah C. Mangelsdorf 2019-

## 校园

### River Campus
River Campus是整个学校的学术以及行政中心。它坐落在杰尼斯河畔，以杰尼斯河东岸的博士伦公园为界，距罗彻斯特市区以南大约3.2千米，共占地约0.81平方千米。

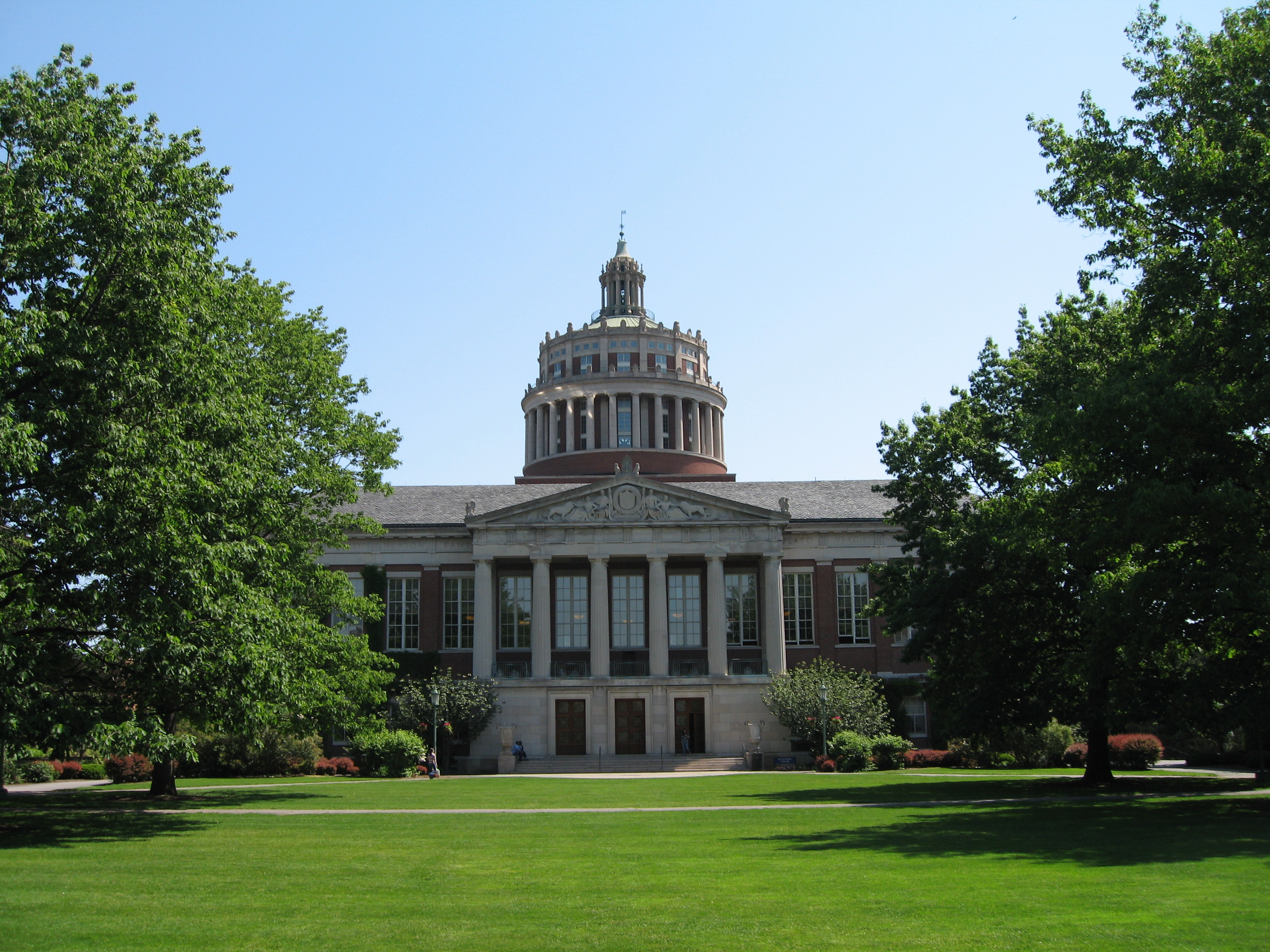
The River Campus.

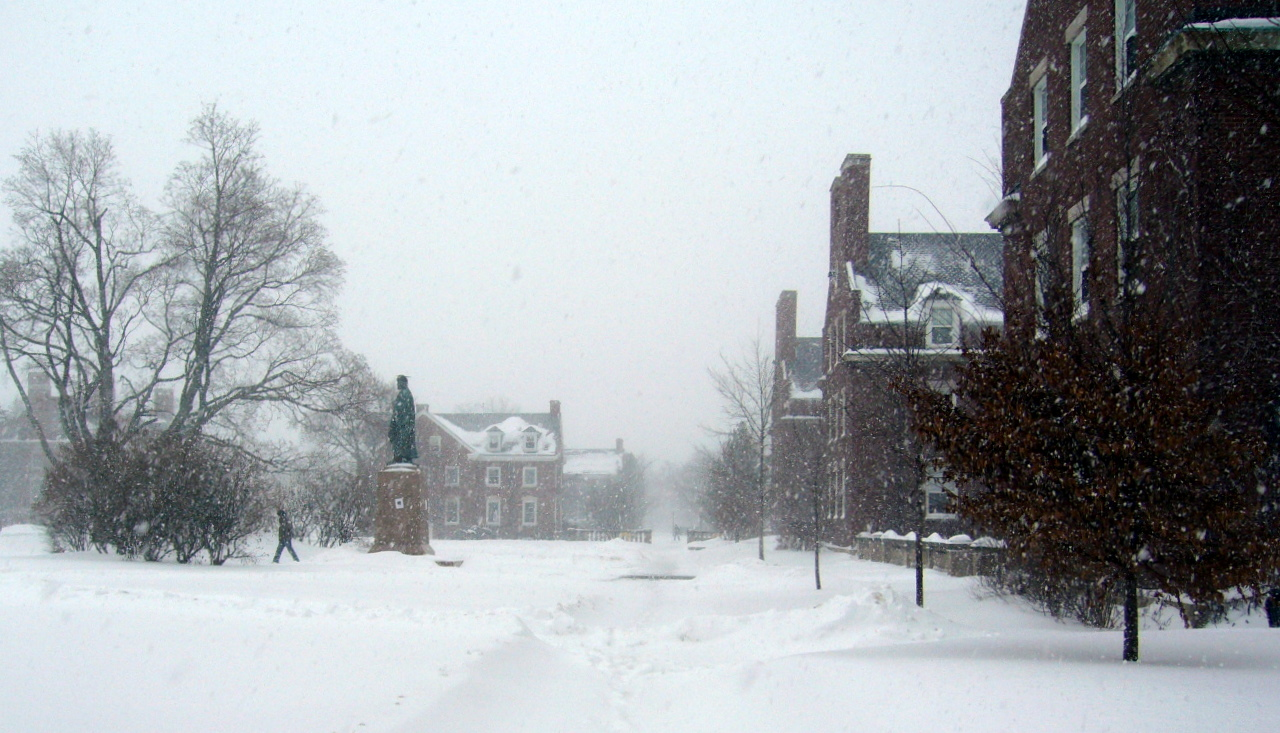
Residence Quad during a snowstorm

该校区最初的建筑于1930年投入使用。主要教学楼（Rush Rhees图书馆、Dewey、Bausch & Lomb、Morey、与Lattimore Halls）都以希腊文艺复兴风格（Greek revival style）设计，并互相围绕成伊士曼方庭（Eastman Quadrangle）。伊士曼方庭被认为是校园内风景最好的地方。Rush Rhees图书馆是罗彻斯特大学的非官方标志，其顶层有一座全纽约州最大的钟琴，Hopeman Memorial钟琴，其有50个合钟，每15分钟一次打钟报时。

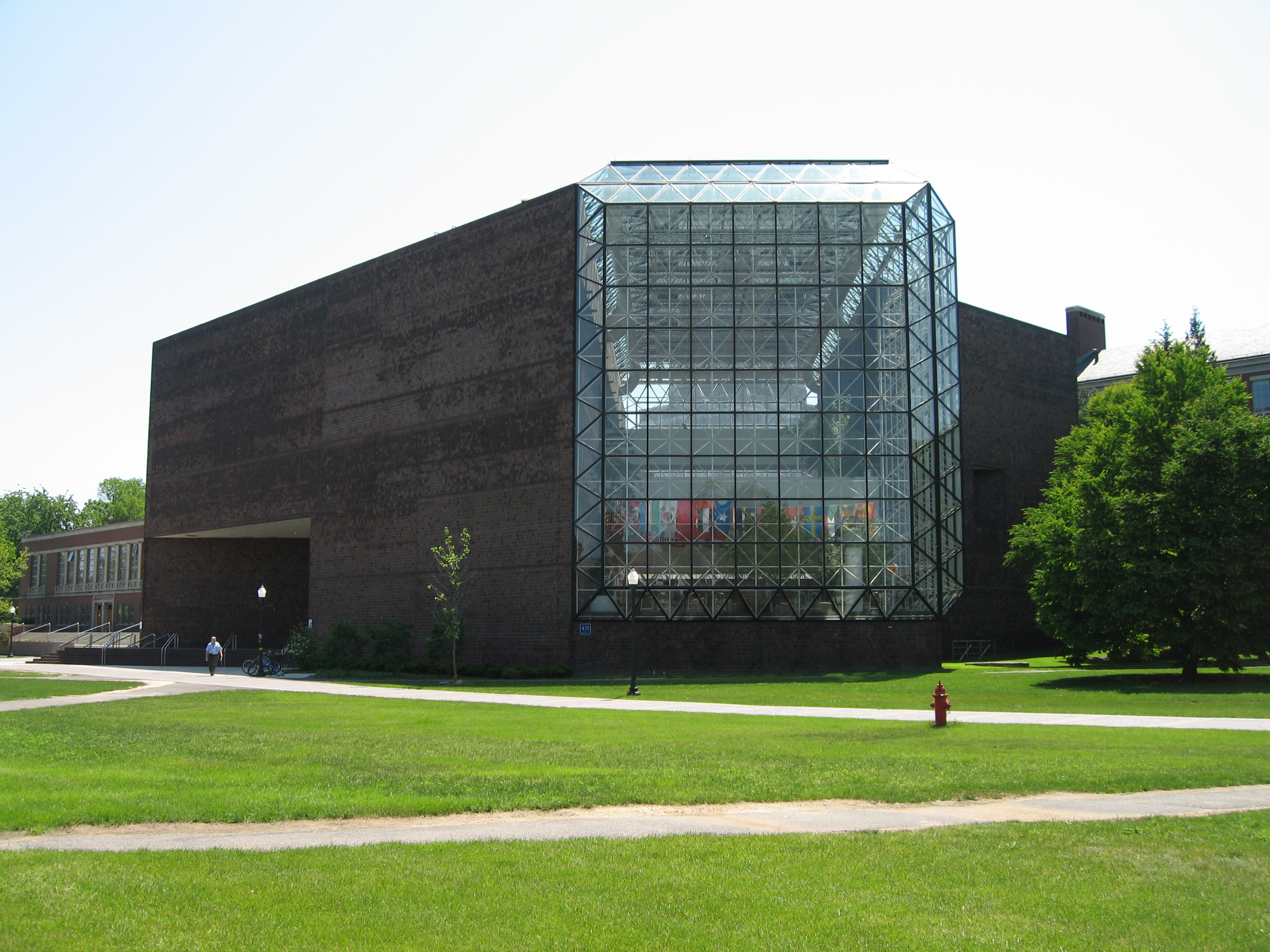
Wilson Commons学生活动中心，由贝聿铭设计。

在过去几十年中，陆续有新的教学楼在伊士曼方庭南边建成，包括有Meliora Hall（1972），Hoyt Hall（1962），Harkness Hall（1946），Gavett Hall（dedicated with the Eastman Quad in 1930），与Hopeman Engineering Building（1963）。River Campus的最南端建有新的科学与工程教学区（Science and Engineering Quadrangle）：Hutchison Hall（1972），Hylan Building（1971），计算机教学楼与卡尔森图书馆（1987），Wilmot Building（1961），以及Goergen Hall（2007年3月竣工）。
学生们经常会在暖和的月份聚集在各个空地庭院上。其它的学生生活中心还包括有Todd Union，Frederick Douglass饮食中心，位于Rush Rhees图书馆里的不同场所，以及由贝聿铭设计的Wilson Commons学生活动中心。包括Rush Rhees图书馆在内的许多教学楼都由一系列的地下通道连接，这些通道主要用于在寒冷的天气里供人们在不同教学楼之间通行。大部分的教学区，包括伊士曼方庭、Wilson Commons、Susan B. Anthony、Gilbert与Hoeing Halls都覆盖有免费的无线网络。

### 医学中心

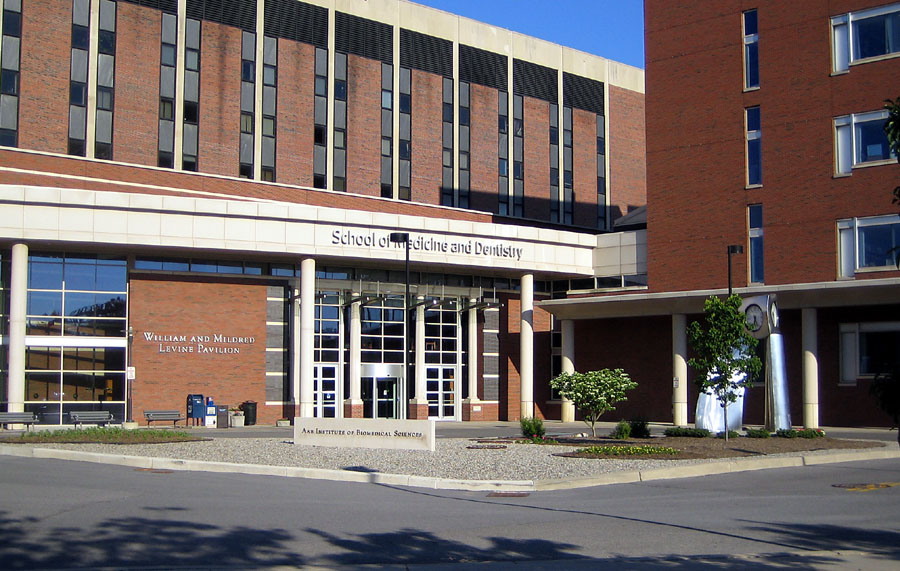
罗彻斯特大学医学中心内的医学及牙医学院。

罗彻斯特大学医学中心（URMC）是学校医学教学研究以及医疗护理设施所在的主要校区。医学中心紧邻River Campus，其是一座单独的大型建筑，包含了教学、研究、医疗护理的各种设施，以及斯特朗纪念医院。

### 伊士曼音乐学院
伊士曼音乐学院有自己单独的校区，其座落在罗彻斯特市城区。该校区有学生住宿区，教室、演奏以及表演设施与伊士曼剧院。该校区还有全北美最大的音乐图书馆西布利音乐图书馆，该馆拥有美国最大的私人乐谱收藏。

### 南校区
南校区座落在Brighton镇，紧邻罗彻斯特市南部。该校区包括有Laboratory for Laser Energetics, the Center for Optics Manufacturing, the Center for Optoelectronics and Imaging, and the now defunct Nuclear Structure Research Laboratory (NSRL). 研究生住宿区Whipple Park也在此区。

### Rochester Area Properties
- C.E.K. Mees Observatory
- Memorial Art Gallery
- Mount Hope Campus

## 教学情况
罗彻斯特大学大约有5500名全日制注册本科生，与100名半日制本科生。他们来自美国各地以及世界上的90多个不同国家。 研究生由大约3300名全日制学生与550名半日制学生组成。该校有97000多名在世的校友。

### 组织结构
罗彻斯特大学的教学大致上按照几个大的学院来组织与管理。不同的院系提供由学士到博士学位的不同教学安排。

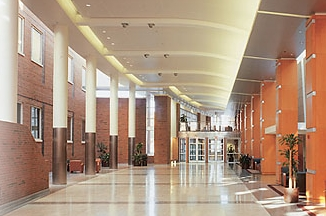
罗彻斯特大学医学中心内的Flaum Atrium，位于位于医学及牙医学院与阿瑟·科恩伯格楼之间。

- 艺术、科学及工程学院

艺术、科学及工程学院提供众多领域的本科以及研究生教学。该学院主要在River Campus内，是学校接收学生最多的主要学院。
- 伊士曼音乐学院

伊士曼音乐学院是一个提供本科以及研究生教育的音乐类学院。该院能提供包括作曲、乐理以及表演艺术在内的各种音乐领域的教学。
- Margaret Warner Graduate School of Education and Human Development

Warner School是学校教授教育学的主要研究生学院。其坐落在River Campus内。
- 医学院

医学院是美国排名靠前的提供医科及医学研究领域教学的研究生院。该院座落在学校的医学中心内。
- William E. Simon工商管理研究生院

Simon School是美国著名的商学院，財金領域世界聞名。座落在River Campus内。

### 排名
在《美國新聞與世界報導》的2021年排名中，羅徹斯特大學在美國全國大學中排名第34位，在全球大學中排名第140位。其中伊士曼音乐学院在全美音乐类研究生院中排名第一。 学校其它学院排名也很靠前：医学及牙医学院在医学专业学院中整体排名第34位，其初级护理专业（primary-care program）在全美初级护理医学院中排名第16位；Simon商学院在全美商学研究生院中排名第35位。罗彻斯特大学也持续排在全美研究类大学的前50名，这在纽约州是第四位。

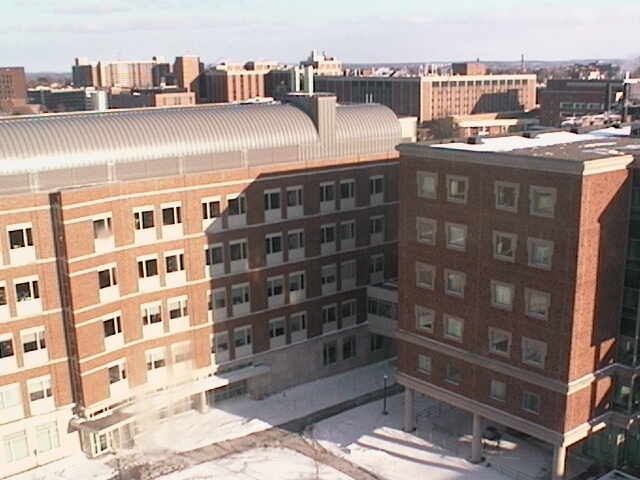
新建成的生物医学工程-光学楼（左），计算机科学楼（右）与背景中的医学中心。

## 学校标志及传统

### 标志

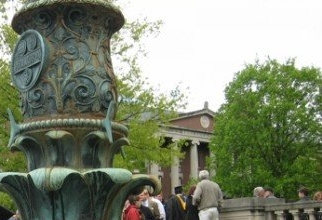
River Campus内刻有学校印章的旗杆。

学校的吉祥物是大黄蜂（Yellowjacket）。1983年至2008年，它一直被称为“URBee”。在2007至2008学年，学校重新设计了吉祥物。2008年2月1日，它被新取名为“洛基（Rocky）”。.
学校使用蒲公英黄与一种蓝色（“罗彻斯特蓝”）作为它的官方颜色。这两种颜色也是学校官方标志的主要颜色。.
学校校训为拉丁语“Meliora”，其大致意思为“更好”，也带有含蓄地“一直更好”的意思。后者被学校采用为为校训的含义。
其它还有不少非官方的标志被广泛地使用，包括Rush Rhees图书馆的圆形屋顶的画像等。
学校举行活动时最常用的歌曲为《The Genesee （页面存档备份，存于）》。

### 传统
罗彻斯特大学每年都会定期举行一些传统活动。
- The Boar's Head Dinner 始于1934年并持续发展为一年一次的活动。
- Convocation 庆祝学年的开始，并為学生、教师以及学校员工提供一个一起聚会的机会。
- 蒲公英节，俗称D-Day，在春季学期的后期举行。这一天会有一系列的庆祝活动来缓解每年这个时期的期末考试压力。
- Meliora周末 在每年10月份上旬学校校庆左右的周末举行，包括校友重聚、家庭周末以及赛舟会等一系列活动。
- Wilson Day

## 学生生活

### 居住
多数在校学生都在River Campus上课与生活。大学一、二年级学生一般被要求住校，高年级学生允许住在校外。学校提供一部分研究生住房，但也有不少人选择住在校外。学校提供的住房分散在几个校园的周边地区。大部分住宅区都有免费的巴士穿梭于主要住宿区与校园。

#### River Campus
River Campus居住区主要居住的是本科生。该居住区主要包含有Fraternity Quad，其由9栋住宅楼组成。

#### 伊士曼音乐学院校区
伊士曼音乐学院校区提供自己的学生住宿区，其坐落在罗彻斯特市区Gibbs街100号，名为伊士曼学生生活中心。

#### URMC and Mount Hope Campuses
URMC与Mount Hope周边共有四个不同地点提供研究生住宿。
- George Washington Goler House（GHS）紧邻医学中心，是一座有着321间公寓的高层公寓楼。除学生外，该公寓楼也居住包括教职员工在内的学校社区成员。

- University Towne House

- University Park (UPK)

#### 南校区
南校区有研究生住宿区Whipple Park (WPK)

### 体育活动
罗彻斯特大学田径队被称作大黄蜂（Yellowjackets）。该校运动员主要在NCAA第三级别以及美国大學運動聯盟 (UAA) 中参加比赛，橄榄球与曲棍球等则参加自由联盟的比赛。一个例外是该校的壁球队在第一级别中参加比赛。 该校也有许多不同的运动俱乐部以及校内运动组织。
学校的主要运动设施在River Campus的Robert B. Goergen运动中心以及Fauver运动馆里。其它运动设施可以在Spurrier building（River Campus内）和医学中心内找到。